# Bart vs. Lisa vs. the Third Grade
«Bart vs. Lisa vs. The Third Grade» (с англ. — «Барт против Лизы против Третьего Класса») — третий эпизод четырнадцатого сезона мультсериала «Симпсоны». Впервые вышел в эфир 17 ноября 2002 года.

## Сюжет
Гомеру надоели однообразные передачи по эфирному телевидению. Тогда Барт предлагает отцу установить дома спутниковую тарелку, чтобы смотреть «реальное» телевидение. Гомер соглашается и покупает устройство. Отец с сыном начинают круглосуточно проводить время за просмотром спутниковых каналов. Вскоре Лиза напоминает Барту, что через несколько дней в школе будет серьёзная контрольная, к которой обязательно надо подготовиться. Но мальчик слишком занят просмотром выпуска новостей с ведущим, который блюёт во время рекламной паузы, сериала о японских подростках и передачи о боях без правил между роботами. Поэтому отрывается Барт от телевизора только тогда, когда ему уже пора идти в школу. Перед контрольной учительница Эдна Крабаппл предупреждает детей, что эта контрольная очень важна для их будущего, но во время её выполнения у Барта случается бзик: ему кажется, что перед ним телеэкран, поэтому мальчик воображаемым пультом «переключает» Эдну и своих одноклассников на героев своих любимых передач (в числе которых робот Бендер и Пикачу). В результате Барт полностью проваливает контрольную, а Лиза — наоборот, пишет её лучше всех. Поэтому Директор Скиннер принимает неожиданное решение: Лиза, как лучшая ученица, переходит в третий класс, а Барт, как худший ученик, наоборот — возвращается туда.
Теперь Барт и Лиза учатся в одном классе под покровительством Одри Макконел — стандартной учительницы, которая по непонятным причинам недолюбливает своих коллег, в частности мисс Гувер и Эдну. Поскольку Барт уже был в третьем классе, он знает все ответы на школьные задания, чего не скажешь о Лизе, которая впервые за много лет столкнулась с трудностями в учёбе. Поэтому теперь у неё оценки ниже, чем у Барта, а хладнокровное отношение к ней мисс Макконел только ухудшает настроение Лизы и она начинает всё больше и больше завидовать Барту. Вскоре третий класс едет в Столицу штата. Барт и Лиза вынуждены ходить парой из-за практикуемой мисс Макконел парной системы, что ещё больше ухудшает их взаимоотношения. На экскурсии ученики узнают, что у правительства проблема с утверждением флага Спрингфилдского штата, поэтому учительница даёт детям задание подготовить свой вариант штатного флага. Вечером в гостинице Лиза жалуется на Барта матери по телефону. Мальчик всё слышит по параллельному телефону и решает отомстить сестре. На следующий день Барт вместе с Лизой вызывается представить губернатору штата (женщине) их собственный флаг. Он ужасает её: вместо флага «За Братскую Любовь» её глазам предстаёт плакат «Учитесь Пукать» (переделанный Бартом). Это заставляет её заплакать, что сильно уменьшает авторитет Лизы в глазах её одноклассников.
Барт продолжает издеваться над Лизой, и это выводит её из себя: она начинает драться с Бартом, и дети кубарем падают с обрыва в реку. Их же учительница, наивно положившись на парную систему, не обнаружила пропажи Симпсонов и уехала вместе с остальными. Дети проводят ночь в глубоком лесу, где Барт проявляет свои братские чувства, укрыв Лизу от холода тем самым плакатом, а Лиза, в свою очередь, прощает брата и признаётся в том, что она действительно завидовала мальчику, но это уже в прошлом. На утро детей обнаруживает толпа агрессивных на вид реднеков, оказавшихся весьма дружелюбными людьми, которые вскоре отвозят детей обратно в Столицу. Там их находят Гомер с Мардж и Скиннер с Макконел. Скиннер решает сохранить «статус кво» и переводит Барта обратно в четвёртый класс, а Лизу ставит перед выбором — остаться в третьем или вернуться во второй. Девочка выбирает последнее и все остаются довольными (кроме Милхауса, который во время отсутствия Барта выполнял работу школьного клоуна и уже привык к этой должности).

## Интересные факты
1. Барт и Лиза сначала надевают рюкзаки вперед, позже носят их на спине.
2. Заставка (сцена на диване) пародирует вступительную заставку в американскому шпионскому ситкому конца 1960-х "Напряги извилины".